# Marcelo Etchegaray
Marcelo Edmundo Oscar Etchegaray (General Acha, 11 febbraio 1935 – 6 aprile 2021) è stato un calciatore argentino, di ruolo difensore.

## Caratteristiche tecniche
Giocava come difensore, ricoprendo il ruolo di terzino sinistro.

## Carriera

### Club
Etchegaray debuttò nella prima squadra dell'Atlanta il 26 maggio 1956, nel corso dell'incontro di seconda divisione con il Temperley. A partire da quella gara divenne titolare fisso, arrivando a disputare 90 partite di campionato consecutive (105 considerando la Copa Suecia), dal 26 maggio 1956 al 13 maggio 1959, stabilendo un primato per il club di Buenos Aires. Nel 1960, dopo aver partecipato al Campionato Panamericano, fu ceduto al River Plate in cambio di Julio Nuín e Domingo Rodríguez. Anche al River fu la prima scelta nel suo ruolo, giocando come terzino sinistro per cinque campionati: con l'arrivo di Roque Ditro ebbe meno spazio, ma quando, nel 1963, il compagno si infortunò, fu nuovamente schierato. Lasciò il River al termine del campionato 1964, firmando per l'Argentinos Juniors. Con quest'ultima società chiuse la carriera nel 1966.

### Nazionale
Con la propria selezione nazionale raccolse 5 presenze nel 1960. Debuttò l'8 marzo, durante l'incontro tra Argentina e Costa Rica a La Sabana, incontro valido per il Campionato Panamericano 1960. Nella medesima competizione raccolse altre presenze, contro Messico (10 marzo), Brasile (13 marzo) e nuovamente Costa Rica (15 marzo), ottenendo il trofeo. Giocò l'ultima gara in Nazionale il 25 maggio 1960, contro il Brasile al Monumental di Núñez, nell'ambito della Copa Roca di quell'anno.

## Palmarès

### Nazionale
- Campionato Panamericano: 1

1960